# Campeonato FIBA Asia
El Campeonato FIBA Asia es el campeonato internacional de baloncesto disputado entre selecciones del continente asiático, organizado por FIBA Asia, representante en el continente asiático de la Federación Internacional de Baloncesto (FIBA).
El campeonato se creó para clasificar al campeón a los Juegos Olímpicos y la copa del mundo de baloncesto. Hoy día entrega 3 plazas mundialistas y una para las olimpiadas. Además, el torneo sirvió también a los equipos del continente asiático como medio de clasificación al FIBA Diamond Ball (mientras este se jugó entre 2000 y 2008), el cual nucleaba a todos los campeones continentales al estilo de una Copa Confederaciones.[cita requerida]
Las Filipinas dominaron los inicios del torneo, aunque Japón y Corea del Sur entraron en la lista de campeones durante la década de 1960.
La selección de China —que no había participado hasta entonces— ingresó en 1975 y desde entonces domina la competición.
La clasificación a este torneo la obtienen los primeros 5 equipos del anterior campeonato, a los cuales se suman 2 clasificados de cada una de las 5 subregiones de la FIBA-ASIA.
A partir de la edición 2017, los países de FIBA Oceanía también participan en el torneo.

## Historial
| Año           | Sede         |               | Partido por la medalla de oro | Partido por la medalla de oro | Partido por la medalla de oro |                 | Partido por la medalla de bronce | Partido por la medalla de bronce | Partido por la medalla de bronce |
| Año           | Sede         | Oro           | Resultado                     | Plata                         | Bronce                        | Resultado       | Cuarto lugar                     |                                  |                                  |
| ------------- | ------------ | ------------- | ----------------------------- | ----------------------------- | ----------------------------- | --------------- | -------------------------------- | -------------------------------- | -------------------------------- |
| 1960          | Manila       | Filipinas     | Sistema de liga               | Formosa                       | Japón                         | Sistema de liga | Corea del Sur                    |                                  |                                  |
| 1963          | Taipéi       | Filipinas     | 91–77                         | Formosa                       | Corea del Sur                 | Sistema de liga | Tailandia                        |                                  |                                  |
| 1965          | Kuala Lumpur | Japón         | Sistema de liga               | Filipinas                     | Corea del Sur                 | Sistema de liga | Tailandia                        |                                  |                                  |
| 1967          | Seúl         | Filipinas     | Sistema de liga               | Corea del Sur                 | Japón                         | Sistema de liga | Indonesia                        |                                  |                                  |
| 1969          | Bangkok      | Corea del Sur | Sistema de liga               | Japón                         | Filipinas                     | Sistema de liga | Taiwán                           |                                  |                                  |
| 1971          | Tokio        | Japón         | Sistema de liga               | Filipinas                     | Corea del Sur                 | Sistema de liga | Taiwán                           |                                  |                                  |
| 1973          | Manila       | Filipinas     | Sistema de liga               | Corea del Sur                 | Taiwán                        | Sistema de liga | Japón                            |                                  |                                  |
| 1975          | Bangkok      | China         | Sistema de liga               | Japón                         | Corea del Sur                 | Sistema de liga | India                            |                                  |                                  |
| 1977          | Kuala Lumpur | China         | Sistema de liga               | Corea del Sur                 | Japón                         | Sistema de liga | Malasia                          |                                  |                                  |
| 1979          | Nagoya       | China         | Sistema de liga               | Japón                         | Corea del Sur                 | Sistema de liga | Filipinas                        |                                  |                                  |
| 1981          | Calcuta      | China         | Sistema de liga               | Corea del Sur                 | Japón                         | Sistema de liga | Filipinas                        |                                  |                                  |
| 1983          | Hong Kong    | China         | 95–71                         | Japón                         | Corea del Sur                 | 83–60           | Kuwait                           |                                  |                                  |
| 1985          | Kuala Lumpur | Filipinas     | Sistema de liga               | Corea del Sur                 | China                         | Sistema de liga | Malasia                          |                                  |                                  |
| 1987          | Bangkok      | China         | 86–79 T.E.                    | Corea del Sur                 | Japón                         | 89–75           | Filipinas                        |                                  |                                  |
| 1989          | Pekín        | China         | 102–72                        | Corea del Sur                 | China Taipéi                  | 69–58           | Japón                            |                                  |                                  |
| 1991          | Kobe         | China         | 104–88                        | Corea del Sur                 | Japón                         | 63–60           | China Taipéi                     |                                  |                                  |
| 1993          | Yakarta      | China         | 93–72                         | Corea del Norte               | Corea del Sur                 | 86–70           | Irán                             |                                  |                                  |
| 1995          | Seúl         | China         | 87–78                         | Corea del Sur                 | Japón                         | 69–63           | China Taipéi                     |                                  |                                  |
| 1997          | Riad         | Corea del Sur | 78–76                         | Japón                         | China                         | 94–68           | Arabia Saudita                   |                                  |                                  |
| 1999          | Fukuoka      | China         | 63–45                         | Corea del Sur                 | Arabia Saudita                | 93–67           | China Taipéi                     |                                  |                                  |
| 2001          | Shanghái     | China         | 97–63                         | Líbano                        | Corea del Sur                 | 95–94 T.E.      | Siria                            |                                  |                                  |
| 2003          | Harbin       | China         | 106–96                        | Corea del Sur                 | Catar                         | 77–67           | Líbano                           |                                  |                                  |
| 2005          | Doha         | China         | 77–61                         | Líbano                        | Catar                         | 89–77           | Corea del Sur                    |                                  |                                  |
| 2007 detalles | Tokushima    | Irán          | 74–69                         | Líbano                        | Corea del Sur                 | 80–76           | Kazajistán                       |                                  |                                  |
| 2009          | Tianjin      | Irán          | 70–52                         | China                         | Jordania                      | 80–66           | Líbano                           |                                  |                                  |
| 2011          | Wuhan        | China         | 70–69                         | Jordania                      | Corea del Sur                 | 70–68           | Filipinas                        |                                  |                                  |
| 2013          | Manila       | Irán          | 85–71                         | Filipinas                     | Corea del Sur                 | 75–57           | China Taipéi                     |                                  |                                  |
| 2015 detalles | Changsha     | China         | 78–67                         | Filipinas                     | Irán                          | 68 – 63         | Japón                            |                                  |                                  |
| 2017 detalles | Beirut       | Australia     | 79–56                         | Irán                          | Corea del Sur                 | 80–71           | Nueva Zelanda                    |                                  |                                  |
| 2022 detalles | Yakarta      | Australia     | 75–73                         | Líbano                        | Nueva Zelanda                 | 83–75           | Jordania                         |                                  |                                  |
| 2025 detalles | Yeda         |               | Australia                     | 90–89                         | China                         |                 | Irán                             | 79–73                            | Nueva Zelanda                    |

## Medallero
| Núm.  | País            | Oro | Plata | Bronce | Total |
| ----- | --------------- | --- | ----- | ------ | ----- |
| 1     | China           | 16  | 2     | 2      | 20    |
| 2     | Filipinas       | 5   | 4     | 1      | 10    |
| 3     | Australia       | 3   | 0     | 0      | 3     |
| 4     | Irán            | 3   | 1     | 2      | 6     |
| 5     | Corea del Sur   | 2   | 11    | 12     | 25    |
| 6     | Japón           | 2   | 5     | 7      | 14    |
| 7     | Líbano          | 0   | 4     | 0      | 4     |
| 8     | China Taipéi    | 0   | 2     | 2      | 4     |
| 9     | Jordania        | 0   | 1     | 1      | 2     |
| 10    | Corea del Norte | 0   | 1     | 0      | 1     |
| 11    | Catar           | 0   | 0     | 2      | 2     |
| 12    | Nueva Zelanda   | 0   | 0     | 1      | 1     |
| 13    | Arabia Saudita  | 0   | 0     | 1      | 1     |
| Total | Total           | 31  | 33    | 31     | 93    |

## Premios MVP
| Año  | Jugador       |
| ---- | ------------- |
| 1960 | Carlos Badion |
| 1987 | Lee Chung-Hee |
| 1995 | Hur Jae       |
| 1997 | Chun Hee-Chul |
| 1999 | Hu Weidong    |
| 2001 | Yao Ming      |
| 2003 | Yao Ming      |
| 2005 | Yao Ming      |
| 2007 | Hamed Haddadi |
| 2009 | Hamed Haddadi |
| 2011 | Yi Jianlian   |
| 2013 | Hamed Haddadi |
| 2015 | Yi Jianlian   |
| 2017 | Hamed Haddadi |
| 2022 | Wael Arakji   |